# DIN 1946-4
Die DIN 1946-4 (Raumlufttechnik Teil 4) regelt die Mindestanforderungen an raumlufttechnische Anlagen zur Reduzierung der mikrobiellen Kontaminierung in Gebäuden und Räumen des Gesundheitswesens, u. a. in Krankenhäusern und Arztpraxen. Sie dient der Infektionsprophylaxe bei der Planung, dem Bau und der Abnahme raumlufttechnischer Anlagen (RLT-Anlagen) und qualifiziert die Räumlichkeiten (ebenso, wie die vormalige DIN 1946-4:2008) in zwei verschiedene Raumklassen:
- Raumklasse I: OP-Räume
  - Raumklasse Ia: turbulenzarme Verdrängungsströmung (TAV-Konzept, septische Operationssäle und Räumlichkeiten mit hohem Kontaminierungsrisiko)
  - Raumklasse Ib: turbulente Mischlüftung bzw. Mischströmung
- Raumklasse II: Übrige Räume der OP-Abteilung, Untersuchungsräume

Der Betrieb der RLT-Anlagen fällt nur dann unter die Regelungen dieser DIN-Norm, wenn die Anlagen dieser Norm entsprechend geplant, gebaut und abgenommen wurden. Abteilungen zur Behandlung hochinfektiöser, lebensbedrohlicher Infektionskrankheiten fallen nicht in den Geltungsbereich dieser Norm.